# Vangelo di Bartolomeo
Il Vangelo di Bartolomeo o Questioni di Bartolomeo è un vangelo apocrifo con attribuzione pseudoepigrafa all'apostolo Bartolomeo. Datato probabilmente al III-IV secolo, è scritto in greco, con varianti nelle versioni pervenuteci in latino, paleoslavo, copto.
Contiene cinque sezioni eterogenee: 
- 1. Gesù risorto racconta a Bartolomeo la sua discesa agli inferi;
- 2. Maria racconta a Bartolomeo l'annunciazione;
- 3. Gesù mostra agli apostoli l'abisso (= gli inferi);
- 4. Gesù evoca Beliar (= il diavolo), esorta Bartolomeo a interrogare il diavolo su varie questioni;
- 5. Bartolomeo chiede a Gesù chiarimenti circa "il peccato contro lo Spirito Santo".